# Viquipèdia en búlgar
La Viquipèdia en búlgar (en búlgar, Българоезична Уикипедия) és l'edició en búlgar de la Viquipèdia. Els Arxius Estatals de Bulgària hi van iniciar un projecte de col·laboració el 2012.
El novembre del 2005 arribà als 20.000 articles. El març del 2006 ja tenia més de 24.300 articles i es va situar a la 23a Viquipèdia amb més nombre d'articles. El 19 de setembre del 2006 arrià als 30.000 articles i el 24 de maig del 2010 va superar els 100.000 articles.